# FinnMetko
FinnMetko — крупная международная лесопромышленная выставка, проходящая один раз в два года недалеко от города Ямся в (Финляндии).

## Описание
FinnMetko – это крупнейшая в Финляндии профессиональная ярмарка продукции тяжелого машиностроения. Она занимает площадь около 120 гектар и включает выставочные павильоны, демонстрационные открытые и закрытие площадки, территорию для испытательных заездов и проведения соревнований. 
В гравийном карьере проходят демонстрации землеройных, дорожно-строительных, горнопроходческих и дробильных машин, техники для дорожного хозяйства.
На специально отведенных площадках демонстрируется работа лесопромышленной техники, оборудования для лесоводства и ухода за лесом. 
Также на выставке представлены:
- транспортеры, погрузчики, грузовики, трактора, транспортное оборудование
- биоэнергетические виды топлива
- шины, масла, дополнительное оснащение и принадлежности
- гидравлические устройства, комплектующие изделия, запасные части, измерительные приборы, расходные материалы
- сервисные услуги

## Статистика
| Год проведения | Число экспонентов | Число посетителей | Площадь выставки (га) |
| -------------- | ----------------- | ----------------- | --------------------- |
| 1996           | 130               | 14 000            |                       |
| 1998           | 180               | 17 500            |                       |
| 2000           | 200               | 20 000            |                       |
| 2002           | 250               | 26 000            |                       |
| 2004           | 280               | 28 000            |                       |
| 2006           | 280               | 32 000            |                       |
| 2008           |                   |                   |                       |
| 2010           | 320               | 33 200            | 100                   |
| 2012           | 350               | 34 150            |                       |
| 2014           | 400               | 32 500            |                       |